# James Hope Grant
Pour les articles homonymes, voir Grant.
James Hope Grant, né le 22 juillet 1808 à Bridge of Earn (Perthshire) et mort le 7 mars 1875 à Londres, est un général britannique.

## Biographie
Entré dans l'armée en 1826, il devient lieutenant en 1828 et effectue une exploration de la région de Darjeeling avec George Aylmer Lloyd et James Dowling Herbert. Il est promu capitaine en 1835. En 1842, il prend part à la première guerre de l'opium et se fait remarquer lors de la capture de Chinkiang et à la bataille de Sobraon.
Il sert en Inde à partir de 1848 et, commandant de la cavalerie, il participe à la lutte contre la révolte des Cipayes en 1857. Il mène en 1858 plusieurs opérations militaires dans l'Oudh et est promu lieutenant-général en 1859. Au côté de Cousin-Montauban, il prend part en 1860 à la deuxième guerre de l'opium et devient commandant en chef de l'armée à Madras en 1861.
Il est nommé général en 1872. Mort à Londres en 1875, il est inhumé au Grange Cemetery (en) d'Édimbourg.
Jules Verne le mentionne dans ses romans La Maison à vapeur au sujet de la révolte des Cipayes (partie 1, chapitre III) et Les Tribulations d'un Chinois en Chine, concernant les guerres de l'opium (chapitre II).